# جيمس د. سافاج
جيمس د. سافاج (بالإنجليزية: James D. Savage)‏ هو عالم سياسة أمريكي، ولد في 14 نوفمبر 1951.